# Yes
Gli Yes sono un gruppo musicale britannico formato nel 1968, annoverato tra i principali esponenti del rock progressivo.
La band, fondata dal cantante Jon Anderson, il bassista Chris Squire, il chitarrista Peter Banks, il tastierista Tony Kaye e il batterista Bill Bruford, ha conosciuto il periodo di maggior successo negli anni settanta e ottanta, e nel corso degli anni ha visto avvicendarsi numerosi componenti.
Sebbene il gruppo abbia sempre conservato un'attitudine musicale riconducibile al progressive rock, sono due le formazioni rilevanti che, tra le tante susseguitesi nel corso del tempo, si sono distinte per importanza e per aver adottato due stili radicalmente differenti: la prima, quella del periodo "classico", era attiva negli anni settanta, nonché saltuariamente nei novanta e nei duemila, ed era composta dal leader Jon Anderson, da Chris Squire, da Bill Bruford o il suo successore Alan White, dal chitarrista Steve Howe e dal tastierista Rick Wakeman; la seconda, caratterizzata da sonorità prossime al pop rock e all'arena rock, ha attraversato gli anni ottanta e una parte dei novanta e comprendeva Jon Anderson, Chris Squire, Tony Kaye, Alan White e il chitarrista Trevor Rabin, il quale ricopriva anche il ruolo di guida della band.
Grazie ad album strutturalmente complessi e articolati, acclamati da critica e pubblico, come The Yes Album, Fragile, Close to the Edge, Relayer, Going for the One e all'estroso e controverso Tales from Topographic Oceans, la band contribuisce in maniera sostanziale a delineare lo sviluppo della scena progressive inglese e in seguito, dopo essersi riformata con Rabin, riscuote un successo discografico e popolarità a livello mondiale con 90125.
Gli Yes, proponendo un sofisticato rock sinfonico e romantico che fa largo uso di strumenti elettronici innovativi, come l'ARP Odyssey, il moog e il mellotron, simboleggiano lo stile progressive e definiscono insieme ad altre formazioni, tra le quali King Crimson, Genesis e Gentle Giant, i canoni stessi del progressive rock.
La band è stata sempre attiva nel corso degli anni, tranne per due brevissimi periodi: il primo agli inizi degli anni ottanta, a causa del temporaneo scioglimento della stessa, e il secondo a metà degli anni duemila. Di fatto gli anni 2020 rappresentano il settimo decennio di attività di questo gruppo.

## Storia

### La prima era (1968–1981)

#### Gli esordi (1968–1971)
Le origini degli Yes risalgono al maggio del 1968, il periodo nel quale Jon Anderson conosce Chris Squire. Anderson lavorava in un bar che era posto proprio sopra al famoso Marquee Club di Londra; Jack Barry, il gestore del bar, presentò Squire ad Anderson. Quest'ultimo aveva cantato per alcuni anni in un gruppo chiamato The Warriors, con il quale aveva inciso due singoli, e aveva poi intrapreso una carriera solista con lo pseudonimo "Hans Christian", registrando altri due singoli. Squire, che suona in un complesso di nome Mabel Greer's Toyshop, chiede ad Anderson di farne parte come cantante. E così Anderson comincia a collaborare con il gruppo e a comporre canzoni con Squire.
Dopo l'ingresso di Anderson, tra giugno e luglio del 1968 nuovi membri confluiscono nei Mabel Greer's Toyshop, rivoluzionando la precedente formazione: il batterista Bill Bruford, il tastierista Tony Kaye e il chitarrista Peter Banks (che già aveva militato nel gruppo, salvo poi uscirne brevemente). Dopo l'ultimo concerto dei Mabel Greer's Toyshop, datato 27 luglio, il neonato sodalizio (Squire, Anderson, Kaye, Banks e Bruford) giudica il nome del complesso troppo lungo e decide, su suggerimento di Peter Banks, di adottare la denominazione Yes (per alcuni mesi pubblicizzata come Yes!).
Dopo le iniziali sessioni di prova dal 31 luglio al 2 agosto, il primo concerto degli Yes si tiene in un campeggio giovanile presso il villaggio East Mersea, sull'isola di Mersea, Essex, il 3 agosto 1968. Il gruppo, che nei mesi successivi deve già far fronte a una prima defezione, l'uscita temporanea di Bruford (sostituito fugacemente da Tony O'Reilly), diviene rapidamente noto per il modo in cui esegue cover di brani di altri artisti, espandendole e trasformandole in complesse composizioni, ispirati dai Byrds, dai The 5th Dimension e dai Vanilla Fudge. Si esibiscono come spalla di gruppi affermati in locali come il Marquee Club, con The Who, e persino alla Royal Albert Hall, durante il Farewell Concert, il concerto d'addio dei Cream. Nel 1969 Ahmet Ertegün, proprietario della Atlantic Records, assiste a una loro performance presso lo Speakeasy Club di Londra, e decide di scritturarli per la casa discografica e far loro subito incidere un album. Il risultato è l'album omonimo pubblicato nel 1969, che viene accolto bene dal pubblico e dalla critica, anche se non si rivela un successo commerciale. Il suono brillante, originale e tecnicamente complesso degli Yes va già delineandosi, ma la band pecca ancora d'inesperienza in sala di registrazione. 
Pur ancora distanti dalle innovazioni dell'emergente stile progressive, gli Yes dimostrano una certa qualità compositiva e melodica. La batteria di Bruford e il basso di Squire dimostrano già la possibilità di un utilizzo creativo dei loro strumenti a fini non solo ritmici. L'album, oltre a composizioni prevalentemente della coppia Squire/Anderson, contiene anche due cover, Every Little Thing dei Beatles e I See You dei Byrds.
All'inizio degli anni settanta gli Yes continuano a esibirsi in concerto nel Regno Unito e, occasionalmente, in altri paesi europei. Il loro secondo album, Time and a Word, è realizzato col supporto di una orchestra sinfonica di 30 elementi. L'album include due cover: No Opportunity Necessary, No Experience Needed di Richie Havens, arricchita con il tema western del film Il grande paese, e Everydays di Stephen Stills. Come per l'album precedente, anche lo stile di Time and a Word risente molto dell'influenza di gruppi contemporanei, come i Beatles in Sweet Dreams o nella stessa traccia del titolo.

#### Il periodo "classico" (1971–1978)

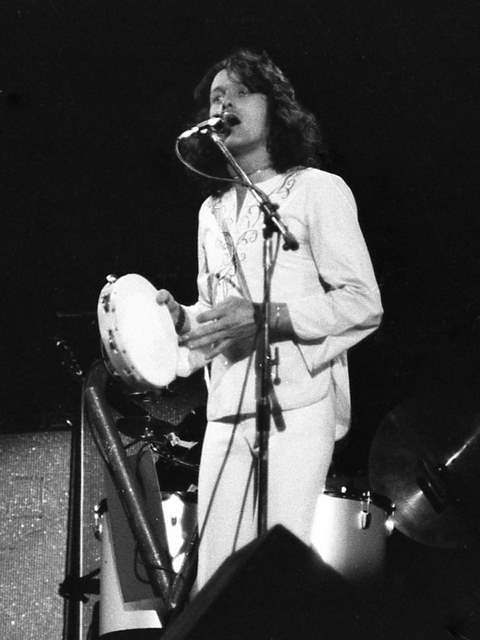
Jon Anderson nel 1973

Forti contrasti nella band, derivanti dall'impiego dell'orchestra, dal progressivo ridimensionamento del ruolo della chitarra e dal ridotto feeling di Peter Banks con lo stile musicale del gruppo portano, poco prima dell'uscita dell'album, all'abbandono del chitarrista. La sua uscita provoca la cancellazione delle date in calendario e il ritiro del gruppo in una fattoria sulla costa devoniana alla ricerca della propria direzione musicale, in attesa di trovare un sostituto all'altezza. Il suo posto viene preso da Steve Howe, un giovane "chitarrista prodigio", che ha al suo attivo numerose incisioni in gruppi come Tomorrow e Bodast. Howe appare sulla copertina dell'edizione americana di Time and a Word, sebbene non abbia partecipato alle incisioni dell'album. Nello stesso periodo la band conosce Eddy Offord, un produttore discografico molto noto, passato poi alla storia del rock proprio per il suo lavoro con la band e gli Emerson, Lake & Palmer. Insieme con Howe e Offord viene realizzato, nel gennaio 1971, The Yes Album, un disco contenente quattro tra i brani migliori mai realizzati dalla band. L'album, balzando al sesto posto delle classifiche inglesi e al 40º di quelle americane, afferma la band sulla scena internazionale, tanto che nell'aprile '71 gli Yes intraprendono un tour negli Stati Uniti, come gruppo spalla dei Jethro Tull, dei Ten Years After e dei Black Sabbath.
Nell'agosto del 1971 anche Tony Kaye, il cui percorso musicale resta fedele all'organo Hammond, mentre Jon e Chris si rivolgono all'emergente strumentazione elettronica, abbandona il gruppo per formare un proprio complesso, i Badger, e viene sostituito da un altro virtuoso, il tastierista degli Strawbs Rick Wakeman, che aveva in precedenza suonato come turnista per artisti di rilievo come David Bowie, Elton John, Lou Reed e altri. Wakeman, in grado di suonare sia le tastiere acustiche sia elettroniche, si dimostra ben presto una controparte per Howe, introducendo anche due nuovi elementi chiave nella strumentazione del gruppo, il mellotron e il minimoog. La prima incisione di questa formazione, considerata la formazione "classica" degli Yes, fu un'interpretazione di dieci minuti del classico America di Paul Simon.

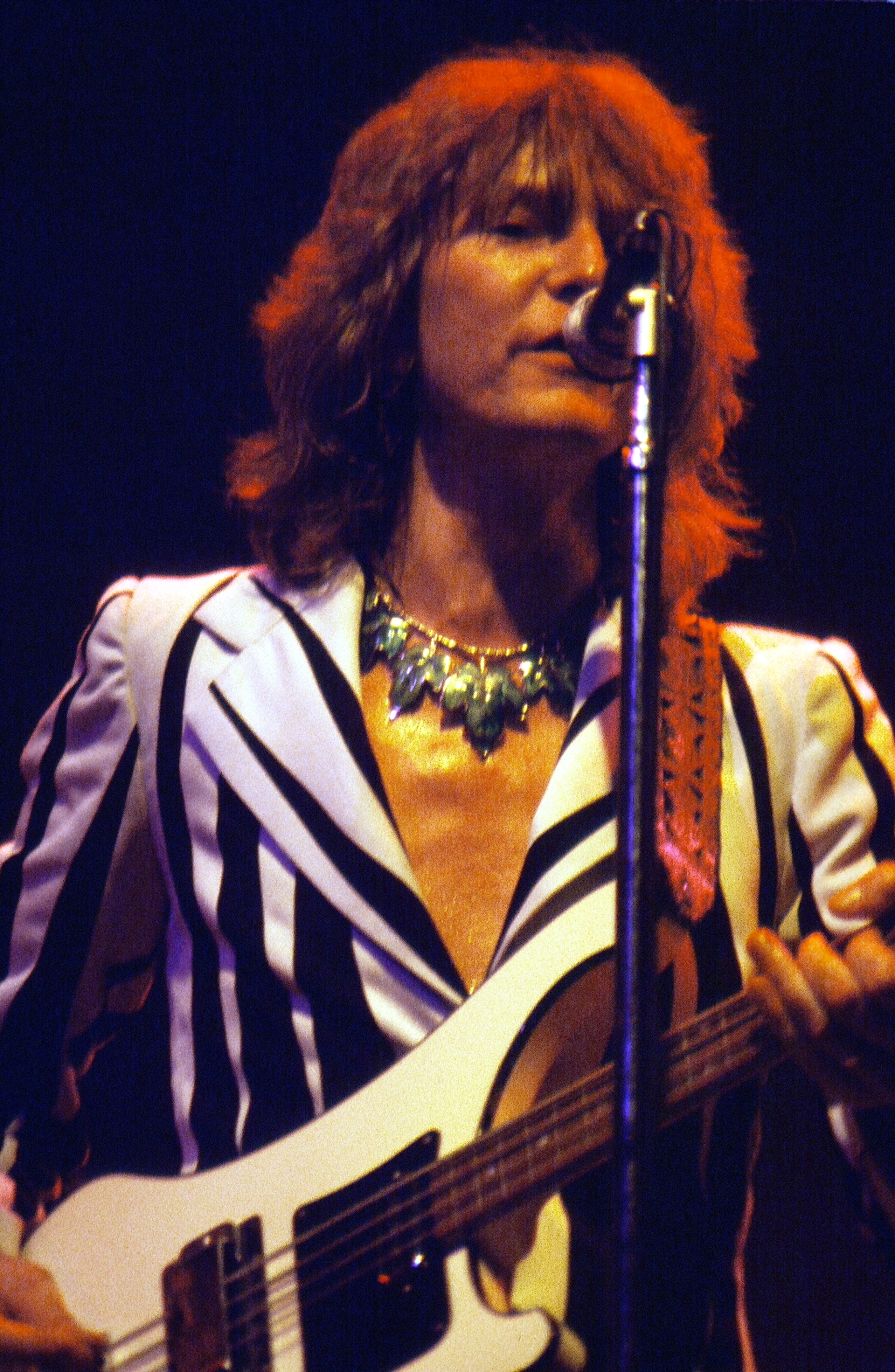
Chris Squire

Tra il 1971 e il 1972 gli Yes incidono due album considerati pietre miliari del rock progressivo: Fragile, che include anche uno dei due singoli di successo del gruppo, Roundabout, e l'album Close to the Edge. Entrambi riscuotono successo nelle classifiche sia europee sia americane e sono seguiti dai rispettivi tour. Poco dopo l'uscita di Close to the Edge, Bill Bruford abbandona inaspettatamente gli Yes per passare ai King Crimson. Viene sostituito da Alan White, già batterista della Plastic Ono Band di John Lennon, che fa la sua apparizione sul vinile nel 1973, nel triplo live Yessongs.
Fragile, considerato da alcuni l'epitome degli album di rock progressivo, segna anche l'inizio della lunga collaborazione fra gli Yes e l'artista Roger Dean, al quale si devono la maggior parte delle copertine degli album del gruppo, il disegno del loro celebre logo, l'organizzazione del merchandising e l'impianto scenografico utilizzato nei concerti. In Close to the Edge, l'album della suite omonima e degli altri due capolavori And You and I e Siberian Khatru, gli Yes raggiungono il vertice del loro cammino artistico. Molti fan considerano l'intero trittico composto da The Yes Album, da Fragile e da Close to the Edge come l'apice della creatività degli Yes, in cui si definiscono i canoni dello Yessound e nel quale dominano gli arrangiamenti e i virtuosismi individuali; questi supporter sono spesso detti trooper, con riferimento a uno dei brani più famosi di quest'epoca degli Yes, Starship Trooper.
Nel 1973 gli Yes ottengono importanti riconoscimenti dalla critica musicale: vengono inseriti nelle classifiche annuali del settimanale Melody Maker e votati miglior gruppo britannico e internazionale. Analoghi i successi a livello individuale: Wakeman è il miglior tastierista, Squire occupa la piazza d'onore tra i bassisti, Anderson e Howe sono terzi nelle rispettive classifiche.

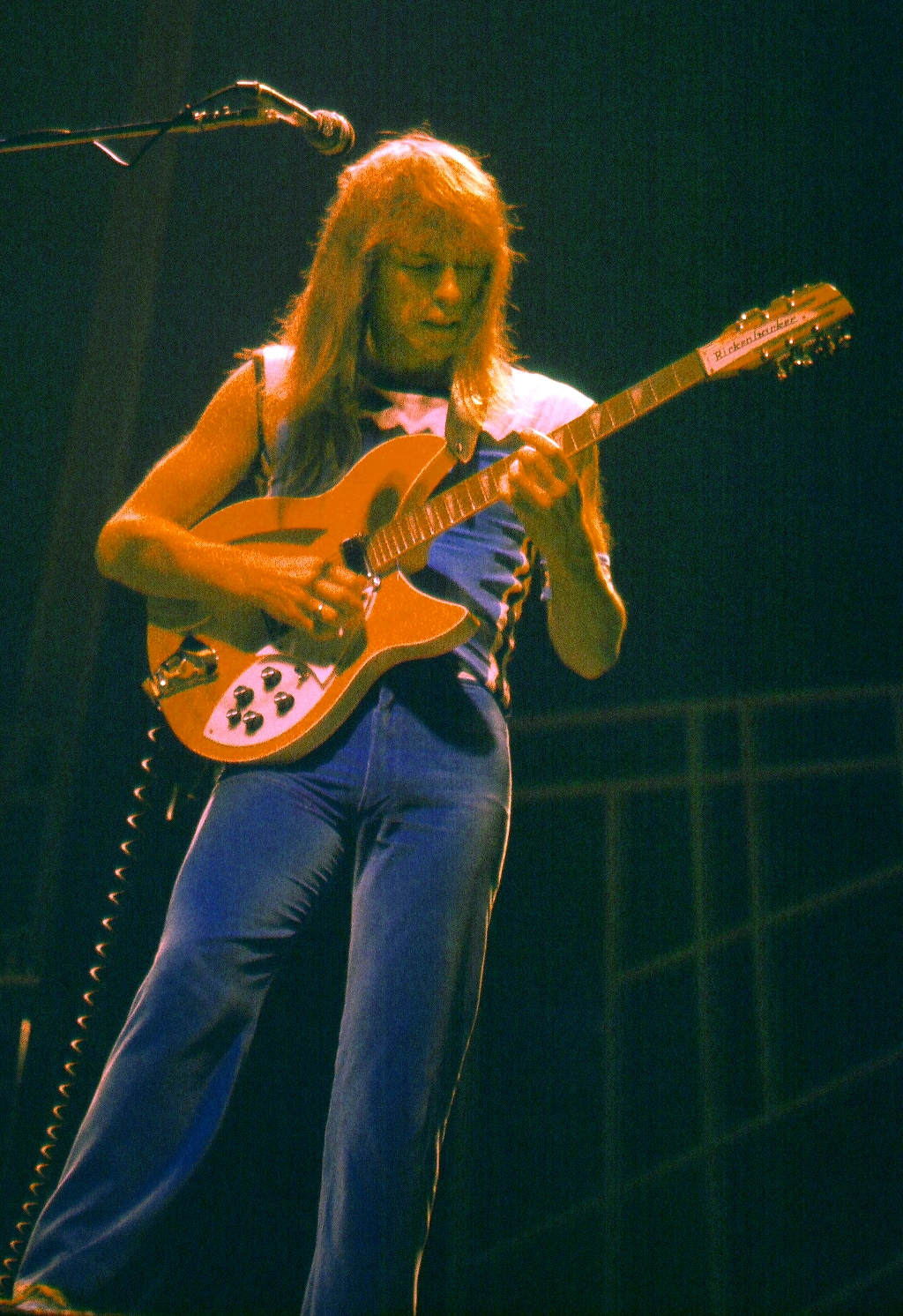
Steve Howe nel 1977

Nello stesso anno intraprendono, per la prima volta, tour in Australia e in Giappone. Durante le date nipponiche del Close to the Edge Tour, nel marzo '73, Anderson ha occasione di leggere il libro Autobiografia di uno yogi di Paramahansa Yogananda, ispirato dal quale incomincia a comporre, insieme con Howe, i "quattro movimenti" che diventano poi l'opera più imponente del periodo classico del gruppo: Tales from Topographic Oceans. Pubblicato nel dicembre 1973, si tratta di un album doppio, suddiviso in quattro lunghe suite di venti minuti l'una, una per ogni lato del vinile. L'album riscontra un notevole successo commerciale: disco d'oro con le sole prenotazioni, raggiunge il vertice delle classifiche inglesi e il 6º posto in quelle americane, ma la sua uscita divide nettamente gli appassionati del gruppo e la critica, registrando pareri discordi tra chi considera l'opera un lavoro di alto livello e chi la ritiene eccessiva e magniloquente, simbolo dell'aspetto autocelebrativo del rock progressivo. L'album suscita lo stesso effetto anche sul gruppo: durante i concerti affiorano spesso delle tensioni che sfociano nell'abbandono di Rick Wakeman, anticipato dai titoli delle riviste di settore, che l'anno successivo se ne va sostenendo di non condividere più la visione musicale del gruppo.
Nel 1974, con il nuovo tastierista, lo svizzero Patrick Moraz proveniente dai Refugee, gli Yes incidono un altro album di successo, Relayer, che si ispira a Guerra e pace di Tolstoj e che raggiunge il quarto posto nelle classifiche inglesi e il quinto in quelle americane. La formula del disco ripropone quella di Close to the Edge, con una suite, The Gates of Delirium, e due brani più brevi. Al termine del Relayer Tour ogni membro del gruppo si dedica, a scopo promozionale, alla realizzazione di un proprio album da solista, tutti pubblicati tra il 1975 e il 1976. Sono di quest'epoca Olias of Sunhillow, integralmente composto ed eseguito da Jon Anderson, Beginnings di Howe, Fish Out of Water di Squire, Ramshackled di White e The Story of I di Moraz. Allo stesso tempo viene pubblicata la prima compilation, Yesterdays, contenente principalmente brani dei primi due album.
Dopo un breve periodo, mentre nel 1976 lavorano all'album successivo nei Mountain Studios di Montreux, gli Yes si separano da Moraz ritenendolo inadatto alla loro musica, e incominciano a cercare un nuovo tastierista. Dopo una lunga trattativa, Wakeman accetta di suonare come turnista, ma in seguito, impressionato dalla qualità del materiale prodotto, rientra formalmente nel gruppo. Rispetto ai lavori precedenti, Going for the One, datato 1977, alterna brani non troppo lunghi (comunque estremamente originali nella struttura), alle consuete suite dalle atmosfere complesse, brani particolarmente strutturati come Turn of the Century e Awaken. Anderson ha più volte dichiarato di considerare Awaken il miglior brano dell'intera discografia degli Yes.

#### La fusione con iBuggles(1978–1981)

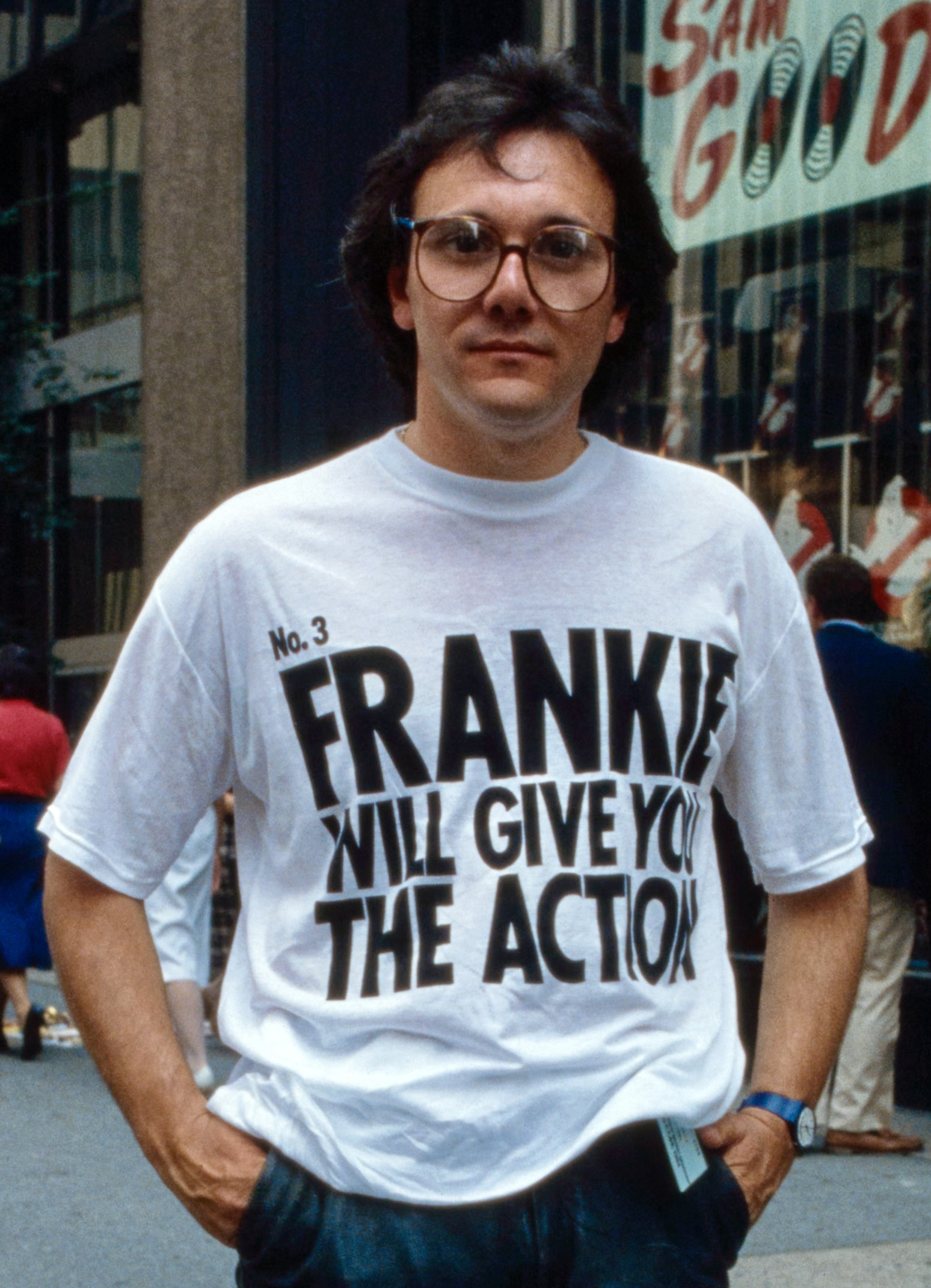
Trevor Horn

Sia Going for the One sia il successivo Tormato del 1978 vendettero bene, nonostante fossero stati pubblicati nell'epoca punk e della disco music. In questi anni i concerti degli Yes sono caratterizzati dall'uso delle tecniche più innovative: l'uso di luci laser, le scenografie immaginifiche di Dean e l'innovativo palco circolare In the Round, con Anderson al centro, fanno delle esibizioni eventi visivi memorabili.
Al termine del Tormato Tour, nell'estate 1979, i membri della band si dedicano nuovamente ad attività da solista, producendo gli album Rhapsodies (Wakeman) e The Steve Howe Album (Howe). Poi, nell'ottobre dello stesso anno, insieme con un nuovo produttore, Roy Thomas Baker, si riuniscono a Parigi per dedicarsi al loro nuovo album; tuttavia lo scarso feeling con Baker, il disaccordo sulle scelte musicali e i contrasti finanziari tra Anderson e il resto del gruppo acuiscono i dissapori all'interno della band. La sessione parigina si conclude infruttuosamente quando Alan White si frattura una caviglia, portando alla chiusura di quell'infelice esperienza.
Le versioni demo prodotte in quella session sono state pubblicate nella versione "remastered" di Tormato del 2004. In breve tempo prima Wakeman e poi Anderson, che da qualche anno aveva incominciato a collaborare saltuariamente con Vangelis, formando un duo che ha pubblicato alcuni album col nome Jon & Vangelis, lasciano la band che, privata di elementi così importanti, sembra sul punto di sciogliersi.
Il gruppo ha difficoltà a trovare sostituti all'altezza: dietro suggerimento di Brian Lane, il manager di entrambe le band, Squire contatta Geoff Downes e Trevor Horn, rispettivamente tastierista e cantante dei Buggles, gruppo new wave che aveva inciso nel 1979 il successo mondiale Video Killed the Radio Star e nel 1980 l'album The Age of Plastic. Con questa formazione gli Yes incidono Drama nell'estate del 1980, lo pubblicano in autunno e lo fanno seguire dal Drama Tour, che ottiene risultati contrastanti: lusinghieri in America (con tre date al Madison Square Garden da tutto esaurito), mentre più deludenti in patria, bollati sia dalla critica musicale sia dai fan di Anderson, delusi dal "nuovo corso" di Horn. L'album, che comprende la suite Machine Messiah, un brano che ripropone elementi tradizionali degli Yes, vende comunque bene, raggiungendo la seconda posizione in patria e la diciottesima nelle classifiche statunitensi. L'album ha una ristretta cerchia di estimatori, chiamati panthers: questo soprannome fa riferimento alle pantere nere che appaiono sulla copertina di Roger Dean, ritornato a lavorare con gli Yes dopo la parentesi di Going for the One e Tormato.
Al termine del tour di Drama, nel dicembre 1980, gli Yes si sciolgono, evento poi ufficializzato nel marzo 1981. Downes e Howe fondano il gruppo Asia, Horn si concentra sulla sua attività di produttore mentre Squire e White, incominciando a collaborare con Jimmy Page, ex Led Zeppelin, formano un supergruppo chiamato XYZ, ma che si scioglie nel giro di pochi mesi dopo aver inciso solo poche tracce demo. Due di queste sono state riprese in seguito in alcuni lavori degli Yes: una divenne parte del brano Mind Drive sull'album Keys to Ascension 2 mentre l'altra fu riadattata per Magnification, con il titolo Can You Imagine.

### La seconda era (1983–2004)

#### La rinascitapope il nuovo successo (1983–1988)

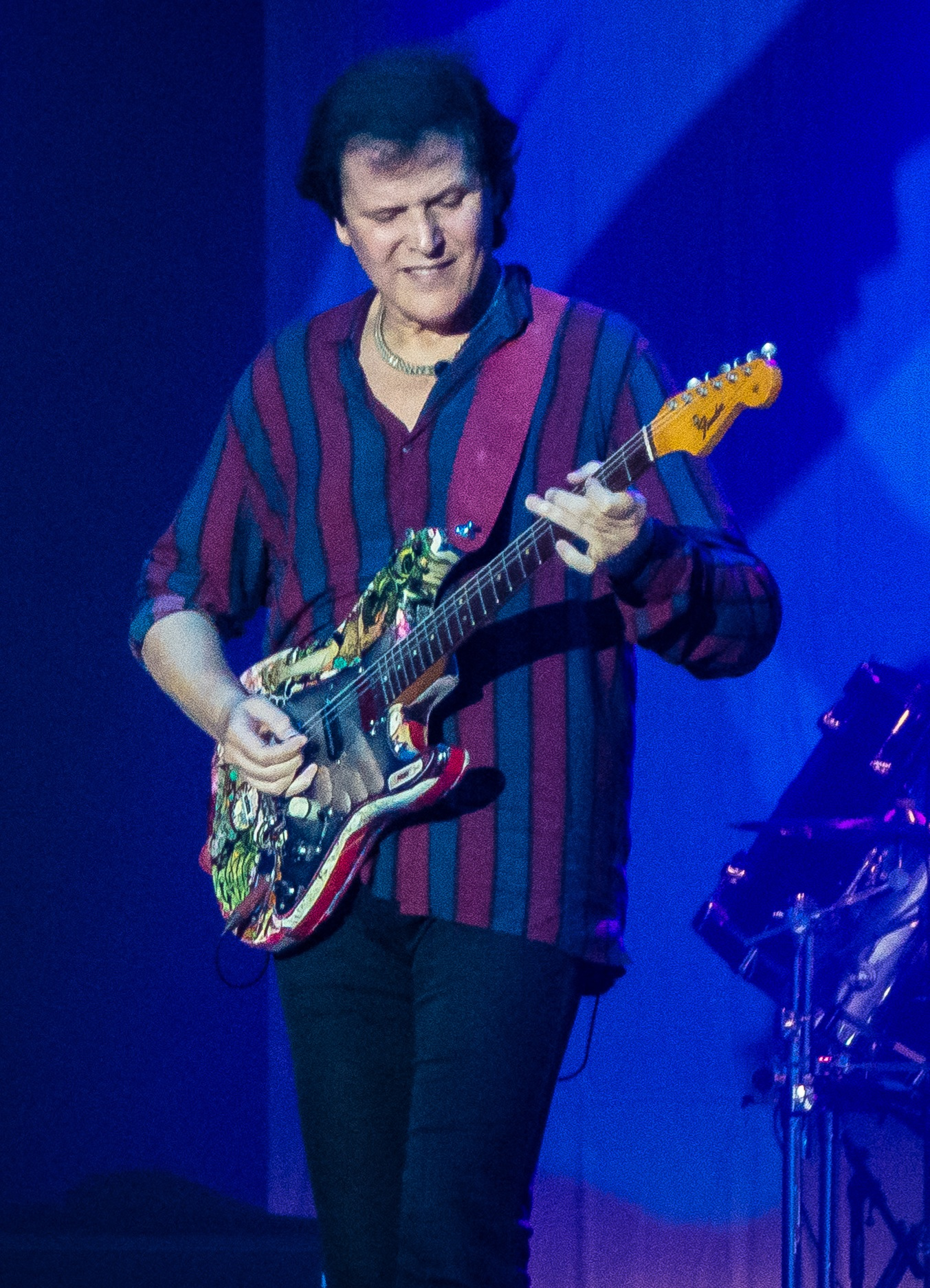
Trevor Rabin

Nel 1982, un anno dopo lo scioglimento degli Yes, Squire e White incontrano il chitarrista sudafricano Trevor Rabin e decidono di fondare un nuovo gruppo denominato "Cinema", chiamando poco dopo con loro anche il primo tastierista degli Yes, Tony Kaye, in sostituzione del già reclutato Eddie Jobson. Insieme cominciano a lavorare a una serie di brani, alcuni fra questi composti principalmente da Rabin, mentre gli altri sono frutto della collaborazione dei membri del gruppo. Ne nasce una soluzione senza precedenti, che unisce elementi riconducibili all'AOR ed elementi che richiamano lo stile degli Yes classici, come le armonie dei cori. I brani dovevano essere cantati da Rabin e Squire, ma non andò così: Squire infatti contatta Jon Anderson, i due si incontrano a Los Angeles e gli fa ascoltare alcune registrazioni del materiale prodotto con Rabin. Anderson, trovando il materiale molto interessante (in particolare Leave It), decide di partecipare al progetto. Con quattro ex-Yes su cinque della formazione, il gruppo nascente perde il nomignolo "Cinema" e l'album 90125 viene pubblicato nel 1983 con il marchio "Yes". Produttore dell'album è Trevor Horn, già cantante degli Yes in Drama.
90125 ha un successo commerciale inaspettato: Owner of a Lonely Heart, il brano di apertura, diventa il secondo singolo di successo degli Yes, e l'unico a raggiungere la prima posizione in classifica. L'album vende complessivamente otto milioni di copie e vince persino il premio Grammy nel 1985 per il miglior pezzo rock strumentale con il brano Cinema. A questo successo segue il più trionfale tour della storia del gruppo, che si conclude con la partecipazione al Rock in Rio, a Rio de Janeiro, di fronte a un pubblico di centinaia di migliaia di fan e in diretta televisiva. Dal tour vengono tratti un album live, 9012Live: The Solos, e un video, 9012Live, girato dal regista Steven Soderbergh, per il quale ottiene una nomination ai Grammy.
Nel 1987 il gruppo, con la medesima formazione, tenta di ripetere il successo di 90125; dopo aver registrato alcune tracce si trasferisce a Los Angeles dove, in mezzo a molti contrasti, vede la luce il nuovo album, Big Generator, che vende ben due milioni di copie, ma non come il precedente album. L'album dà anche il nome ai generators, la categoria di fan di questo periodo della storia degli Yes dominato da Rabin, in contrapposizione ai troopers, i fan dello Yessound e della formazione dell'era classica.
La realizzazione di Big Generator è minata da tensioni interne al gruppo: divergenze artistiche fra il gruppo e il produttore, Trevor Horn, lo inducono a farsi da parte prima della conclusione dell'album. Altri dissapori nascono inoltre fra Rabin, divenuto in quegli anni il componente di maggior spicco della band, intenzionato a riproporre il discorso musicale incominciato con 90125, e Jon Anderson, più attratto dall'idea di tornare alle sonorità progressive degli Yes classici, che si sente "confinato" nel ruolo di cantante.

#### Lo scisma e la riunificazione (1988–1995)

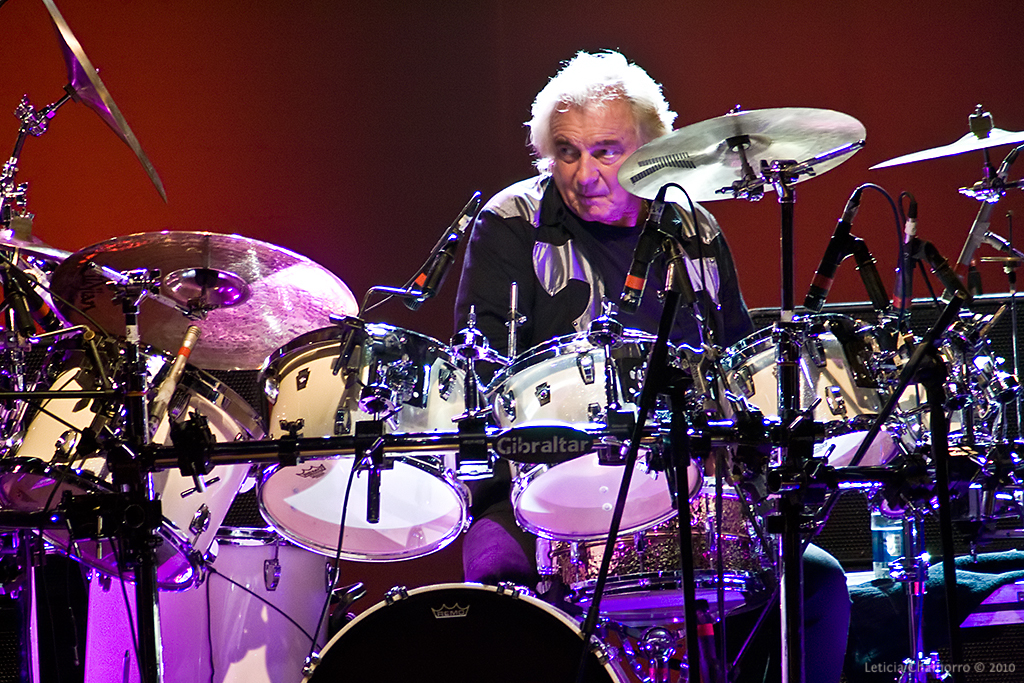
Alan White

Dopo la conclusione, nell'aprile 1988, del Big Generator Tour, Anderson abbandona nuovamente il gruppo, formando una sorta di "Yes alternativi" con Wakeman, Howe, Bruford e Tony Levin, quest'ultimo già bassista di Peter Gabriel e dei King Crimson. La nuova formazione prende il nome di Anderson Bruford Wakeman Howe, abbreviato in ABWH, e pubblica il proprio primo e unico album omonimo nel 1989. L'album ha un discreto successo e il brano Brother of Mine diventa un video piuttosto noto e trasmesso frequentemente su MTV. Gli ABWH intraprendono, nello stesso anno, un tour mondiale, con il titolo An Evening of Yes Music Plus, da cui è tratto l'omonimo album dal vivo, nel quale compare anche Jeff Berlin al basso, come sostituto di Levin in alcuni brani. Tra l'altro la Atlantic Records intenta anche un'azione legale contro l'uso della parola "Yes" nel nome dello spettacolo di Anderson e soci, forte del fatto che il "proprietario" legale del nome è Chris Squire.
All'inizio degli anni novanta gli ABWH e gli Yes stanno lavorando sui rispettivi prossimi album. In casa Yeswest, come sono chiamati gli Yes in quel periodo, in riferimento al fatto che la formazione ha la propria base negli Stati Uniti, Squire incomincia a lavorare con i chitarristi Billy Sherwood e Bruce Gowdy dei World Trade, essendo Rabin impegnato a portare in tour Can't Look Away, il suo nuovo album solista uscito nel 1989. Contemporaneamente, la Arista Records, nuova etichetta degli ABWH, incomincia a rendersi conto delle opportunità commerciali che potrebbero scaturire da una "riunione" di Yeswest e ABWH (o Yeseast, gli Yes europei) sotto il nome comune di "Yes". Alla fine l'unione diviene una realtà: il materiale prodotto da ciascuno dei due gruppi viene messo insieme, in particolare la voce di Anderson viene impiegata nei brani dell'altra formazione, e il risultato è l'album Union del 1991, ma la musica non è paragonabile a quella del miglior periodo della band e le vendite ne risentono. Due terzi del materiale era degli ABWH; gli Yeswest contribuiscono solo con quattro brani, di cui uno scritto da Squire/Sherwood (The More We Live). La produzione del disco, curata da Jonathan Elias, è oggetto di numerose controversie e di attacchi diretti, in particolar modo da parte di Steve Howe, anche a causa del fatto che il chitarrista deve suonare in veste di sessionman sui nastri originali degli ABWH. All'album segue l'imponente Union Tour, intitolato anche Yesshows '91: Round the World in 80 Dates che ottiene un notevole successo e si svolge in Europa, Stati Uniti e Giappone. In una sorta di revival degli splendori del gruppo, viene riproposto il vecchio palco In the Round, con Jon Anderson al centro e due gruppi che vi suonano allo stesso tempo.
Al termine del tour Bruford, che non era convinto del progetto avviato con la fusione Yes/ABWH, abbandona il gruppo. Nel 1993, quando gli Yes incominciano a lavorare al loro album successivo e si ricompone la formazione di 90125, ovvero gli Yeswest insieme ad Anderson, Howe e Wakeman decidono di farsi da parte.
Nel 1994 viene pubblicato Talk, uno degli album commercialmente meno fortunati nella storia del gruppo, sebbene ci siano tracce come The Calling, un brano rock genuino e dalla sonorità potente ed Endless Dream, una suite composta su richiesta di Phil Carson, il capo della Victory, finalizzata a rinnovare i suoni tradizionali dello Yessound e che contribuisce ad avvicinare l'album al suono e allo spirito degli Yes "classici". Nell'album si sperimentano tecniche innovative, registrandolo interamente su hard disk (il primo album di sempre a sfruttare questa tecnologia) e rielaborandone le tracce al computer, una tecnica che sarebbe divenuta di routine da lì a qualche anno. L'insuccesso commerciale dell'album porta al tracollo finanziario la casa produttrice, la Victory Records. All'album segue il Talk Tour, al quale prende parte anche Billy Sherwood, ingaggiato come possibile rimpiazzo di Squire, in forse a causa di problemi cardiaci, che non gli impediranno comunque di partecipare. Al termine del tour Kaye e Rabin abbandonano definitivamente la band; anche Sherwood lascia, ma sarà solo un addio temporaneo.

#### Il ritorno alle origini (1995–2004)

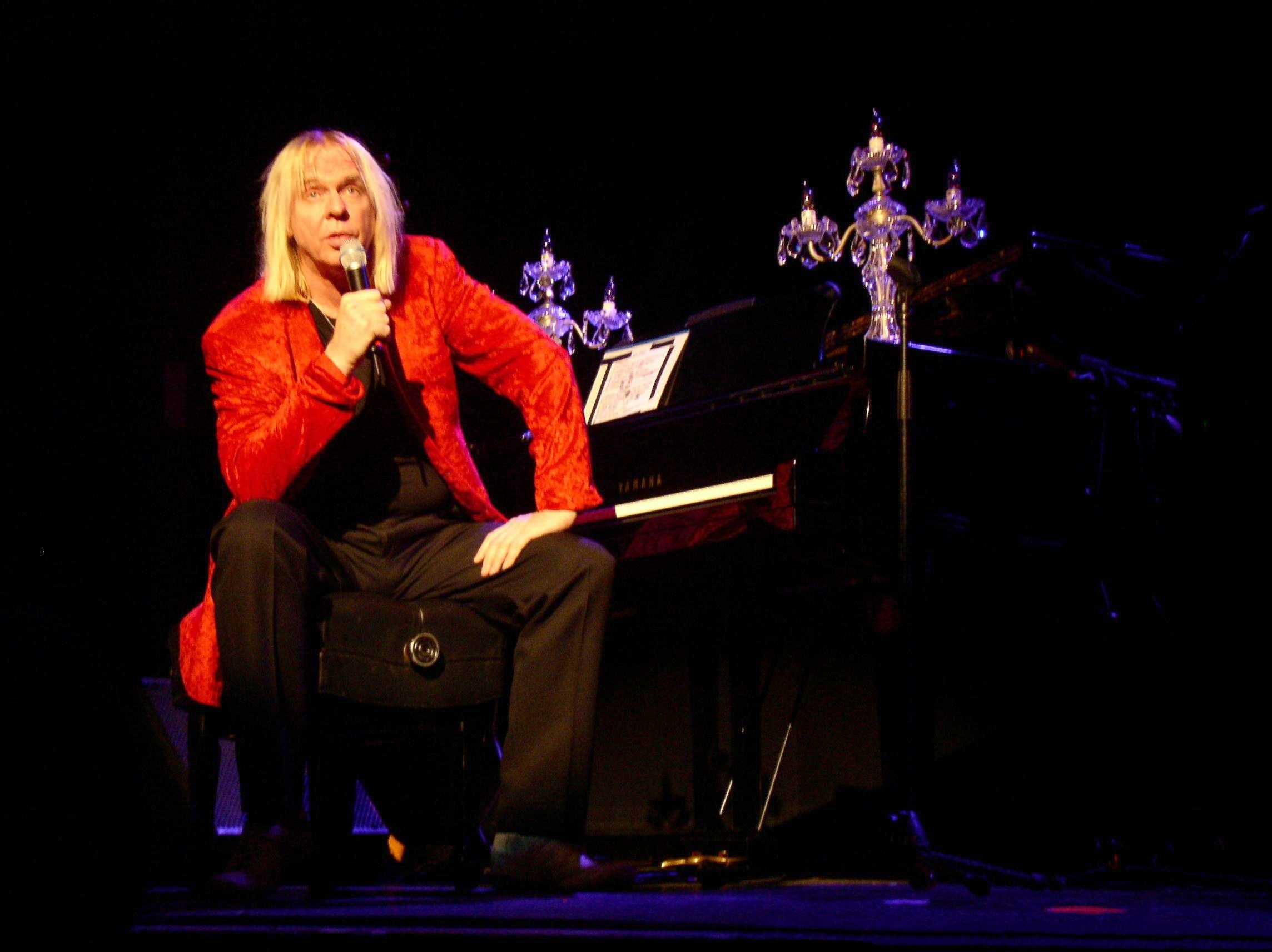
Rick Wakeman

Dopo questa separazione, che può preludere allo scioglimento del gruppo, dato il ruolo di guida del gruppo svolto per tanti anni da Rabin, gli Yes si riorganizzano e nel 1996 Anderson riunisce la formazione classica, con Howe, Wakeman, Squire e White. Il gruppo suona dal vivo in tre concerti al Fremont Theater di San Luis Obispo, in California. Dall'evento sono ricavati due CD live, pubblicati con l'aggiunta di materiale originale nei due album gemelli Keys to Ascension, del 1996, e Keys to Ascension 2, del 1997. Keys to Ascension, pubblicato da una piccola casa discografica, non viene pubblicizzato adeguatamente, sicché le vendite ne risentono; inoltre, prima del completamento di Keys to Ascension 2 Wakeman, poco propenso ad affrontare un nuovo tour, abbandona nuovamente gli Yes, rinunciando ai possibili proventi che ne sarebbero derivati.
Dopo aver inutilmente cercato di convincere Wakeman a ripensarci, il gruppo si riorganizza: Rick viene sostituito, nella duplice veste di tastierista e chitarrista, dal rientrante Billy Sherwood che, insieme con Squire, diventa l'elemento chiave del gruppo. Il materiale prodotto durante la loro esperienza nei Conspiracy diviene il nucleo del successivo album, Open Your Eyes che, nello stile di 90125, abbandona nuovamente il sound classico degli Yes a favore di soluzioni rock più semplici e orecchiabili, rappresentando un ponte tra lo Yessound e l'era più pop di Rabin. Poiché Keys to Ascension 2, pubblicato dalla Essential Records, è uscito da poche settimane e il tour in programma nell'ottobre '97 sta per partire, la Eagle Records anticipa la pubblicazione di Open Your Eyes, assemblandone frettolosamente il materiale, e il risultato è uno degli album meno amati dai fan. Nelle stesse settimane esce perfino un terzo album degli Yes, un doppio contenente brani registrati dal vivo per la BBC all'inizio della loro carriera, nel 1969 e 1970 (il disco, curato da Peter Banks, esce in Europa col titolo Something's Coming e in America come Beyond and Before).
Durante l'imponente Open Your Eyes Tour, che comprende 164 date in Nord e Sud America, Europa e Giappone e che riscuote molto successo, suona nel gruppo il giovane e talentuoso tastierista russo Igor Khoroshev, che aveva già suonato in tre brani su Open Your Eyes, e che diviene poi membro ufficiale del gruppo per l'album successivo, The Ladder, pubblicato nel 1999. L'album viene affidato all'esperto produttore Bruce Fairbairn, sotto la cui guida la band ritrova coesione e le idee musicali vengono sviluppate con un efficace lavoro di squadra, ma che non riesce a vedere la conclusione del suo lavoro, poiché muore per cause naturali durante le ultime fasi della realizzazione.
L'album, le cui tracce sviluppano un'ampia gamma di stili e del quale i membri della band risultano particolarmente soddisfatti, è accompagnato da un'operazione commerciale piuttosto insolita per gli Yes, in quanto uno dei brani portanti di The Ladder viene utilizzato come colonna sonora di un videogioco, l'omonimo Homeworld.
Nel tour che segue The Ladder, documentato dal doppio live House of Yes: Live from House of Blues, registrato alla House of Blues di Los Angeles, assieme ai nuovi brani vengono riproposti molti "classici" dei primi anni. Successivamente gli Yes incominciano il 2000 Masterworks Tour, con brani tratti da tutto il loro repertorio; Sherwood, consapevole che questo indirizzo musicale limitava il suo ruolo nella band, decide di lasciare gli Yes per intraprendere la carriera solista. In questo periodo Khoroshev viene accusato di molestie sessuali nel backstage ai danni di due addette alla sicurezza ed è arrestato dalla polizia. Un portavoce del gruppo si astiene dal formulare commenti sull'accaduto ma, nonostante le accuse vengano derubricate a reati minori, il tastierista se ne va, essendo venuti meno i rapporti col resto del gruppo.
Privati di un elemento, gli Yes si dedicano al nuovo album Magnification. In questo lavoro la band, dovendo supplire all'assenza di un tastierista, decide di ingaggiare un'orchestra sinfonica, un'esperienza già provata in occasione della registrazione di Time and a Word; la conduzione dell'orchestra viene affidata a Larry Groupé, un ottimo arrangiatore e bivincitore del premio Emmy, e il risultato è uno dei migliori album degli Yes. Il tour corrispondente denominato The Yes Symphonic Tour 2001, incomincia prima dell'uscita dell'album, tocca Nord America ed Europa e include il primo concerto degli Yes a Mosca. Durante il tour viene ingaggiato un tastierista di sessione, Tom Brislin, che si integra molto bene con l'orchestra, riuscendo a riprodurre fedelmente lo stile di Moraz. A testimonianza del notevole livello delle esibizioni viene pubblicato il video Symphonic Live, registrazione di un concerto tenutosi ad Amsterdam il 22 novembre 2001.
Nell'aprile 2002 Wakeman torna nuovamente nel gruppo, poco prima della pubblicazione di In a Word: Yes (1969-), un cofanetto di 5 CD che ripercorre la loro carriera artistica, e dell'inizio del Full Circle, un tour mondiale che passa, dopo trent'anni di assenza, anche per l'Australia. Per tutto il 2002 e il 2003 gli Yes girano il mondo, finché il Full Circle Tour viene terminato anticipatamente a causa di un incidente occorso ad Anderson, fratturatosi la schiena in una caduta. Il 18 marzo 2003 viene, inoltre, intitolato al gruppo l'asteroide 7707 Yes.

### La terza era (2009–presente)

#### La sostituzione di Jon Anderson (2009–2015)

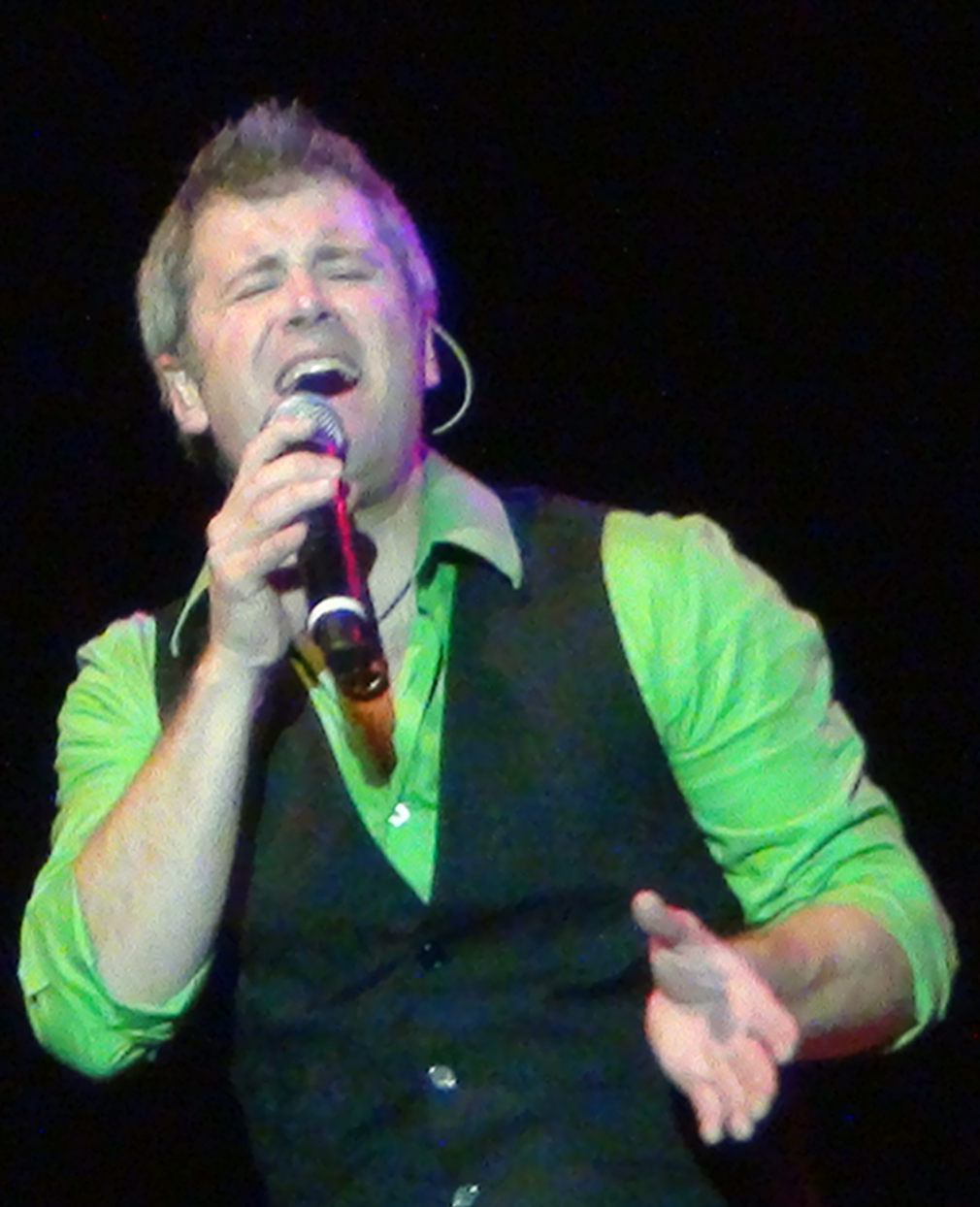
Benoît David

Tra il 2004 e il 2009 la band resta inattiva, e i nuovi DVD che vengono pubblicati, come Songs from Tsongas o Live at Montreux 2003, contengono materiale degli anni precedenti. Nel frattempo, i membri degli Yes si dedicano principalmente a progetti solisti o alternativi. Alan White forma con Geoff Downes un proprio gruppo, gli White, e pubblica l'album omonimo mentre l'anno successivo partecipa al progetto del supergruppo Circa: insieme con Billy Sherwood e Tony Kaye. Chris Squire ridà vita a un suo vecchio progetto, The Syn, che però abbandona nel 2006 dopo aver pubblicato una raccolta di inediti e un disco da studio nel 2005, Syndestructible. Jon Anderson gira l'Europa con il suo Tour of the Universe nel 2005, e nel 2006 è in tour con Rick Wakeman e Steve Howe partecipa, nel 2006 e nel 2007, a un tour mondiale della ricostituita formazione originale degli Asia, che pubblica l'album Phoenix nell'aprile 2008.
Nell'autunno del 2007 viene annunciato per l'anno successivo un grande tour mondiale celebrativo per i quarant'anni della band, dal titolo Close to the Edge and Back Tour, con Anderson, Howe, Squire, White e Oliver Wakeman, figlio di Rick, ma il tour viene annullato a causa di problemi di salute di Jon Anderson. Viene così inaugurata una formazione denominata "Steve Howe, Chris Squire and Alan White of Yes", con Anderson sostituito da Benoît David, cantante canadese di una delle più note tribute band degli Yes, e annunciato il In the Present Tour. Nel 2009 il sodalizio, che si compone anche di Oliver Wakeman, figlio di Rick, assume ufficialmente il nome Yes.
Nel 2011, con la produzione di Trevor Horn (già cantante in Drama e produttore di 90125), gli Yes, con Geoff Downes alle tastiere e con il nuovo cantante, presentano il nuovo album  Fly from Here, ottenendo un discreto successo di critica e di vendite e seguito dall'omonimo tour. Il titolo dell'album deriva dall'omonima suite in sei tracce ivi contenuta, rifacimento del brano We Can Fly from Here dei Buggles che gli stessi Yes suonarono dal vivo come demo durante il tour di supporto a Drama. Jon Anderson nello stesso anno pubblica due album: uno suonato con Rick Wakeman e intitolato The Living Tree, l'altro come solista intitolato Survival & Other Stories. Alan White invece esce, oltre che con il disco degli Yes, con un cd omonimo al nuovo progetto Levin/Torn/White, quasi la stessa formazione con cui l'altro batterista degli Yes Bill Bruford aveva pubblicato qualche anno prima Bruford Levin Upper Extremities.
Verso l'inizio del 2012, gli Yes annunciano la temporanea sostituzione di Benoît David col cantante Jon Davison, proveniente dalla prog band Glass Hammer; in seguito una dichiarazione di Squire ufficializza l'abbandono definitivo di David, sofferente per problemi respiratori, e l'ingresso di Davison nella band.
Il 16 luglio 2014, dopo il ritorno del produttore Roy Thomas Baker, la band pubblica un nuovo album in studio dal titolo Heaven & Earth.

#### LaRock and Roll Hall of Famee le morti di Chris Squire e Alan White (2015–2025)

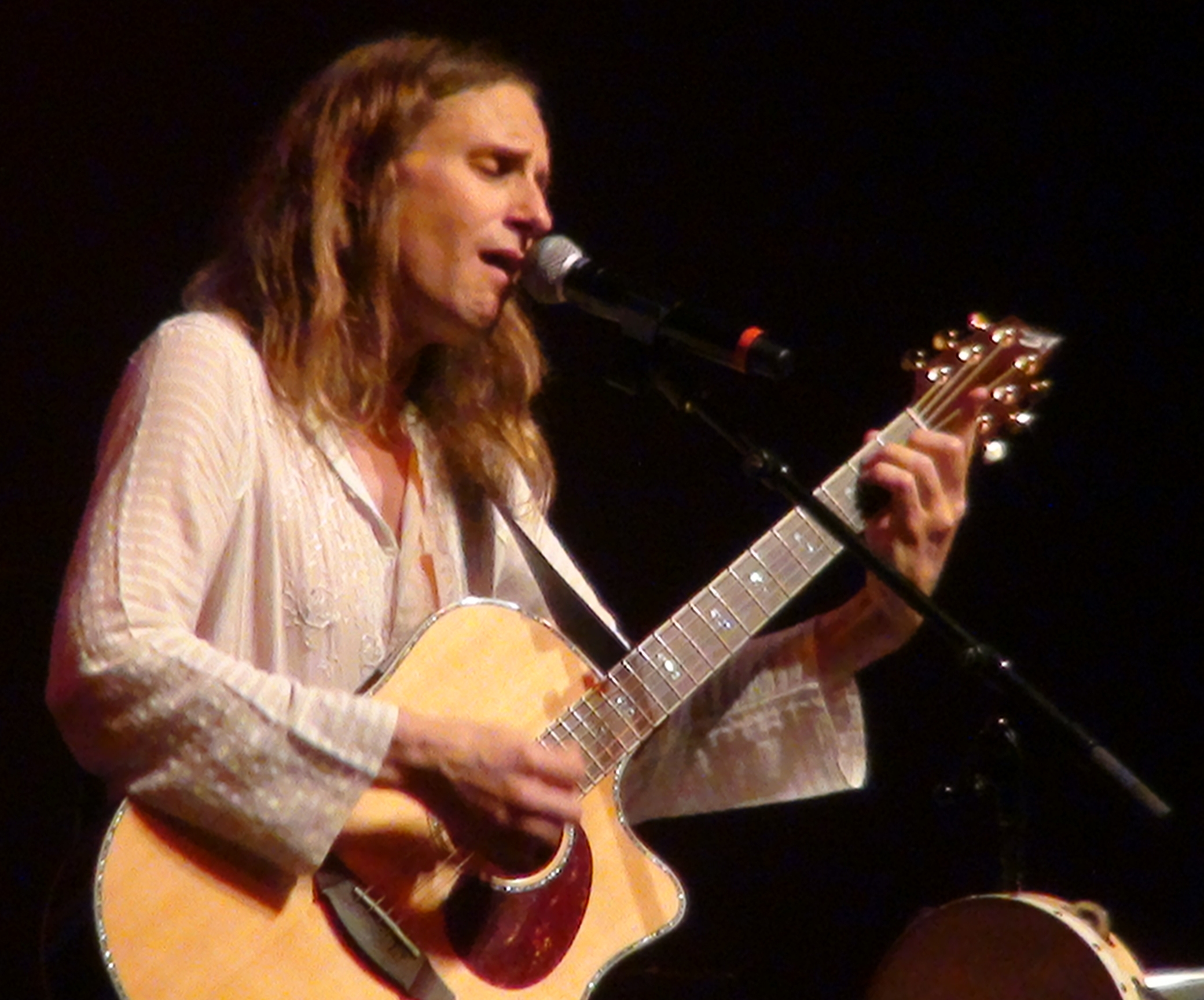
Jon Davison

Il 27 giugno 2015 Chris Squire muore all'età di 67 anni, un mese dopo la diagnosi di un'eritremia acuta.
Il 20 dicembre 2016 viene annunciato che gli Yes entreranno a far parte della Rock and Roll Hall of Fame. La cerimonia di introduzione avviene il 7 aprile 2017, con la presentazione da parte di Geddy Lee e Alex Lifeson, membri dei Rush e noti fan del gruppo.
Nel 2018 viene pubblicato a marchio Yes Fly from Here - Return Trip, rifacimento dell'album Fly from Here completamente ricantato dal produttore Trevor Horn, già membro del gruppo nel 1980 in Drama, al posto dell'originale Benoît David.
Il 7 luglio 2021 gli Yes annunciano l'uscita del nuovo album The Quest, prodotto da Steve Howe e pubblicato il 1º ottobre.
Il 26 maggio 2022 Alan White muore all'età di 72 anni dopo una breve malattia.
Il 10 marzo 2023 gli Yes annunciano il loro nuovo album in studio, Mirror to the Sky, uscito il 19 maggio.
Nel gennaio 2024 Billy Sherwood ha dichiarato in un'intervista a Rolling Stone che la band ha iniziato a lavorare sull'album successivo.

## Storiografia della band
Come altre band rock progressivo, a partire dalla metà degli anni 1970 la band non ebbe più un'adeguata ricognizione da parte dei mass media, nemmeno durante gli anni ottanta, periodo florido per quanto riguarda le vendite del gruppo; non si ebbero particolari notizie riguardo progetti e cambi di formazione. Nuova visibilità venne ottenuta nel 2003, quando il giornalista e critico musicale Chris Welch pubblicò Close to the Edge – The Story of Yes, narrando le vicende della band in varie epoche. Negli anni successivi lo stesso Welch fu autore di numerose pubblicazioni inerenti agli Yes, e ne tracciò di fatto una storiografia, sia collettiva, sia dei vari membri che si sono avvicendati nel corso degli anni, scaturita dalle varie interviste; per questo è considerato come una sorta di "biografo ufficiale della band". Nel decennio successivo anche altri autori specializzato nel settore hanno aggiunto notizie inerenti alle biografie e alla musica stessa: Piero Scaruffi, con il libro The History of Rock Music: Yes, e Martin Popoff, con l'opera Yes: A Visual Biography, pubblicata nel 2021.

## Stile musicale

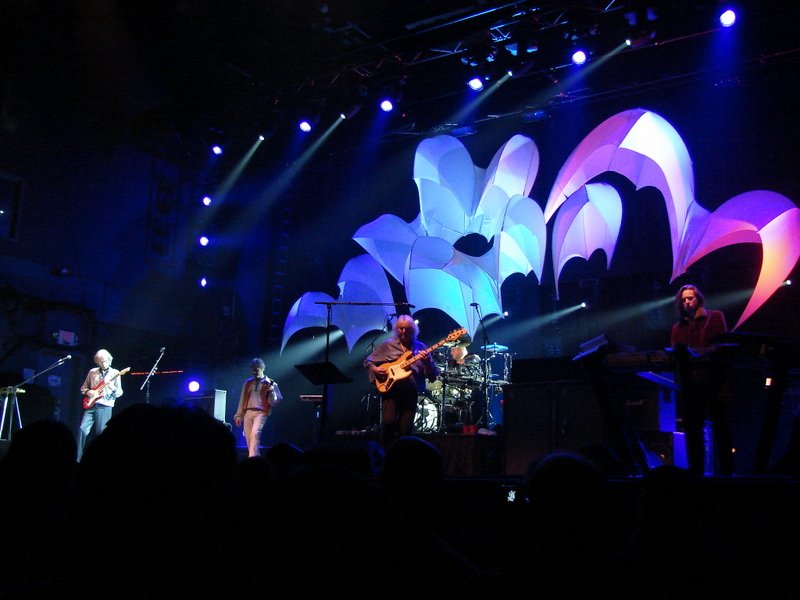
Un concerto di In The Present Tour

Lo stile degli Yes è caratterizzato da una serie di elementi riconducibili in gran parte al rock progressivo, del quale sono fra gli esponenti più importanti, e dell'art rock. Il gruppo si distingue per una musica dal carattere classicheggiante, spirituale e intellettuale, nonché colma di contrasti dinamici, melodie e armonie dal forte lirismo e senso epico e lontane dalla consueta progressione blues.
La componente originale e sperimentale del gruppo li ha spinti a prediligere brani lunghi, di durata superiore ai canonici quattro minuti di gran parte della musica popolare. A volte, le loro composizioni divengono vere e proprie suite di durata superiore ai quindici minuti. Come consuetudine della cosiddetta "era progressiva", sono soliti utilizzare testi poetici, astratti, immaginifici ed evocativi impostati su argomenti inusuali e criptici in cui la sonorità delle parole e le libere associazioni prevalgono sul significato esplicito, con riferimenti a figure o opere letterarie o teatrali, o allusioni a fatti storici, o con affermazioni di difficile comprensione. La prosa è molto curata, ricca di figure retoriche e riferimenti alla fantascienza.
Da un punto di vista più tecnico, lo stile degli Yes predilige una cura del dettaglio, come dimostrano i loro arrangiamenti e i loro complessi intrecci strumentali che fanno spazio anche a molti assoli. Utilizzano tempi dispari e inconsueti, frequenti cambi di tempo e variazioni di intensità e velocità nel corso di uno stesso brano. Vengono anche classificati da alcuni fra gli esponenti del rock sinfonico mentre AllMusic li inserisce nel novero degli artisti di rock psichedelico e del pop rock.

## Formazione

### Formazione attuale
- Jon Davison – voce (2012-presente)
- Steve Howe – chitarre elettriche e acustiche, cori (1970-1981, 1990-1992, 1996-2004, 2009-presente)
- Geoff Downes – tastiere (1980-1981, 2011-presente)
- Billy Sherwood – basso, cori (fino al 2000: chitarre e tastiere) (1997-2000, 2015-presente)
- Jay Schellen – batteria, percussioni (2023-presente)

### Ex componenti
- Jon Anderson – voce, cori, percussioni, chitarra, arpa (1968-1980, 1982-1987, 1990-2004)
- Chris Squire – basso, seconde voci (1968-1981, 1983-2004, 2009-2015)
- Tony Kaye – tastiere (1968-1972, 1982-1983, 1985-1995)
- Peter Banks – chitarra elettrica, cori (1968-1970)
- Bill Bruford – batteria, percussioni (1968-1972, 1990-1992)
- Tony O'Reilly – batteria, percussioni (1968)
- Rick Wakeman – tastiere, organo Hammond, pianoforte, mellotron (1971-1974, 1976-1980, 1990-1992, 1996-1997, 2002-2004)
- Alan White – batteria, percussioni, cori (1973-1981, 1982-2004, 2009-2022)
- Patrick Moraz – tastiere (1974-1975)
- Trevor Horn – voce (1980-1981)
- Trevor Rabin – voce, chitarra elettrica, cori, tastiere (1982-1995)
- Eddie Jobson - tastiere (1983)
- Igor Khoroshev – tastiere (1998-2000)
- Benoît David – voce (2009-2011)
- Oliver Wakeman – tastiere (2009-2011)

## Discografia

### Album in studio
- 1969 - Yes
- 1970 - Time and a Word
- 1971 - The Yes Album
- 1971 - Fragile
- 1972 - Close to the Edge
- 1973 - Tales from Topographic Oceans
- 1974 - Relayer
- 1977 - Going for the One
- 1978 - Tormato
- 1980 - Drama
- 1983 - 90125
- 1987 - Big Generator
- 1991 - Union
- 1994 - Talk
- 1996 - Keys to Ascension
- 1997 - Keys to Ascension 2
- 1997 - Open Your Eyes
- 1999 - The Ladder
- 2001 - Magnification
- 2011 - Fly from Here
- 2014 - Heaven & Earth
- 2021 - The Quest
- 2023 - Mirror to the Sky

### Album dal vivo
- 1973 - Yessongs
- 1980 - Yesshows
- 1985 - 9012Live: The Solos
- 1996 - Keys to Ascension
- 1997 - Something's Coming: The BBC Recordings 1969-1970
- 1997 - Keys to Ascension 2
- 2000 - House of Yes: Live from House of Blues
- 2007 - Live at Montreux 2003
- 2009 - Symphonic Live
- 2011 - Union Live
- 2011 - In the Present - Live from Lyon
- 2014 - Songs from Tsongas - Yes 35th Anniversary Concert
- 2014 - Like It Is: Yes at the Bristol Hippodrome
- 2015 - Progeny: Highlights from Seventy-Two
- 2015 - Like It Is: Yes at the Mesa Arts Center
- 2017 - Topographic Drama – Live Across America
- 2018 - Yes: Live At The Apollo

## Tour
La tabella riporta l'elenco dei tour della band, dal titolo del tour, alle date del primo e dell'ultimo spettacolo e alle eventuali pubblicazioni discografiche che ne sono seguite. Il numero degli spettacoli riporta quelli che si sono realmente svolti, i concerti annullati non sono stati conteggiati. 
 
| Anno      | Nome del Tour                                                          | Data inizio       | Data fine         | Pubblicazione discografica relativa                   | Spettacoli effettuati |
| --------- | ---------------------------------------------------------------------- | ----------------- | ----------------- | ----------------------------------------------------- | --------------------- |
| 1968-1970 | Early Shows                                                            | 3 agosto 1968     | 18 aprile 1970    | The Word Is Live                                      | 295                   |
| 1970-1971 | The Yes Album Tour                                                     | 17 luglio 1970    | 31 luglio 1971    | The Word is Live                                      | 164                   |
| 1971-1972 | Fragile Tour                                                           | 24 settembre 1971 | 27 marzo 1972     | Yessongs                                              | 111                   |
| 1972-1973 | Close To The Edge Tour                                                 | 30 luglio 1972    | 22 aprile 1973    | Yessongs                                              | 95                    |
| 1973-1974 | Tales From Topographic Oceans Tour                                     | 1º novembre 1973  | 23 aprile 1974    | Nessuno                                               | 78                    |
| 1974-1975 | Relayer Tour                                                           | 8 novembre 1974   | 23 agosto 1975    | The Word is Live Yes: Live - 1975 at Q.P.R.           | 89                    |
| 1976      | 1976 (Solo Album) Tour                                                 | 28 maggio 1976    | 22 agosto 1976    | Yesshows, Yesyears The Word is Live                   | 53                    |
| 1977      | Going For The One Tour                                                 | 30 luglio 1977    | 6 dicembre 1977   | Yesshows                                              | 89                    |
| 1978-1979 | Tormato Tour                                                           | 28 agosto 1978    | 30 giugno 1979    | Yesshows, The Word is Live Live in Philadelphia (DVD) | 102                   |
| 1980      | Drama Tour                                                             | 29 agosto 1980    | 18 dicembre 1980  | The Word is Live                                      | 65                    |
| 1984-1985 | 90125 Tour                                                             | 28 febbraio 1984  | 9 febbraio 1985   | 9012Live: The Solos 9012Live (DVD)                    | 139                   |
| 1987-1988 | Big Generator Tour                                                     | 14 novembre 1987  | 13 aprile 1988    | Yesyears, The Word is Live                            | 67                    |
| 1989-1990 | Anderson Bruford Wakeman Howe Tour                                     | 29 luglio 1989    | 23 marzo 1990     | An Evening of Yes Music Plus                          | 74                    |
| 1991-1992 | Union Tour (o Round the World in 80 Dates)                             | 9 aprile 1991     | 5 marzo 1992      | Union Tour Live (DVD)                                 | 84                    |
| 1994      | Talk Tour                                                              | 18 giugno 1994    | 11 ottobre 1994   | Nessuno                                               | 76                    |
| 1996      | San Luis Obispo Shows                                                  | 4 marzo 1996      | 6 marzo 1996      | Keys to Ascension Keys to Ascension 2                 | 3                     |
| 1997      | Know Tour (tour annullato).                                            | 12 giugno 1997    | 27 luglio 1997    | Nessuno                                               |                       |
| 1997-1998 | Open Your Eyes Tour                                                    | 17 ottobre 1997   | 14 ottobre 1998   | Nessuno                                               | 147                   |
| 1999-2000 | The Ladder Tour                                                        | 6 settembre 1999  | 25 marzo 2000     | House of Yes: Live from House of Blues                | 83                    |
| 2000      | Masterworks Tour                                                       | 20 giugno 2000    | 4 agosto 2000     | The Masterworks Magnification (xtd Version)           | 30                    |
| 2001      | Magnification Tour (o Yes Symphonic Tour)                              | 22 luglio 2001    | 13 dicembre 2001  | Symphonic Live                                        | 69                    |
| 2002-2003 | Full Circle Tour                                                       | 17 luglio 2002    | 4 ottobre 2003    | Nessuno                                               | 97                    |
| 2004      | 35th Anniversary Tour                                                  | 15 aprile 2004    | 22 settembre 2004 | Songs from Tsongas (DVD)                              | 64                    |
| 2008      | Close To The Edge and Back Tour (tour annullato)                       | 12 luglio 2008    | 22 agosto 2008    | Nessuno                                               |                       |
| 2008-2009 | In The Present Tour ("Steve Howe, Chris Squire and Alan White of Yes") | 4 novembre 2008   | 5 febbraio 2009   | In the Present - Live From Lyon                       | 32                    |
| 2009-2010 | In The Present Tour (reprise) ("Yes")                                  | 26 giugno 2009    | 4 dicembre 2010   | In the Present - Live From Lyon                       | 108                   |
| 2011      | Rite of Spring Tour                                                    | 6 marzo 2011      | 31 maggio 2011    |                                                       | 21                    |
| 2011-2012 | Fly from here Tour                                                     | 4 luglio 2011     | 21 agosto 2012    |                                                       | 90                    |
| 2013-2014 | Three Album Tour                                                       | 1º marzo 2013     | 5 giugno 2014     |                                                       | 103                   |
| 2014-     | Heaven & Earth Tour                                                    | 5 luglio 2014     | ???               |                                                       | ???                   |

### Esplicative
1. ↑  Tale pseudonimo è ispirato al celebre favolista danese Hans Christian Andersen.
2. ↑  Né a Jon (Welch, p. 29) né a Chris (Welch, p. 39) piaceva il precedente nome, adottano quindi quello attuale, proposto tempo prima da Peter Banks (Welch, p. 38).
3. ↑  Si tratta di Yours Is No Disgrace, Starship Trooper, I've Seen All Good People e Clap, registrato dal vivo al Lyceum Theatre di Londra.
4. ↑  Oltre che innovativa, l'idea del palco girevole si rivela vincente anche sotto il profilo economico: l'aumento degli spettatori consentito da tale soluzione si traduce in ripetuti record di vendite, in Welch, p. 188.
5. ↑  Da queste performance sono tratte le incisioni pubblicate nel doppio live Yesshows.
6. ↑  Il titolo non è altro che il numero di catalogo assegnato all'album, in Welch, p. 224.
7. ↑  Si tratta sia di divergenze di vedute tra Anderson, Rabin e Squire nella produzione delle tracce, in Welch, p. 245 che della contrarietà di Horn a lavorare sull'album sia con Anderson che con Kaye, in Welch, p. 247.
8. ↑  L'album vende complessivamente 300 000 copie, in Welch, pp. 267-68.
9. ↑  Qualche anno dopo il materiale in studio presente su questi due album verrà riproposto in una pubblicazione singola, Keystudio, del 2001.
10. ↑  Dice Steve Howe: «Con Igor non avevamo trovato solo un ottimo rimpiazzo per Rick, ma qualcuno che era in grado di superarlo», in Welch, p. 273.
11. 1 2  Welch, p. 9, Jon elabora le liriche su argomenti inusuali, composizioni talvolta criptiche ed incomprensibili, in Welch, p. 9, che ricalcano i testi fantastici dell'era progressive (Stefano Pogelli, in Welch, p. 325).
12. ↑  Si pensi a Starship Trooper (Fanteria dello spazio) o a Madrigal (nell'album Tormato) in cui Jon canta delle "sacre navi che veleggiano nella settima era" e di "viaggiatori celesti" (Stefano Pogelli, in Welch, p. 328).
13. ↑  Pubblicato solo in Giappone.
14. ↑  Il tour viene interrotto per la malattia di Chris Squire.
15. ↑  In corso.

### Bibliografiche
1. 1 2 3 4  (EN) Prog Archives - Yes, su progarchives.com. URL consultato il 6 dicembre 2009 (archiviato il 6 marzo 2010).
2. 1 2 3 4 5 6 7 8 9 10 11 12 13  (EN) All Music - Yes, su allmusic.com. URL consultato il 6 dicembre 2009 (archiviato il 13 ottobre 2010).
3. 1 2   John A. Walker, L'immagine pop. Musica e arti visive da Andy Warhol alla realtà virtuale, EDT, 1994,  p. 99.
4. 1 2  (EN) Disco, Punk, New Wave, Heavy Metal, and More: Music in the 1970s and 1980s, Britannica, 2012,  p. 105.
5. 1 2 3 4 5  Rizzi, p. 96.
6. 1 2 3 4 5 6 7   Michele Chiusi, Yes - Una panoplia progressive, su Ondarock. URL consultato il 5 novembre 2014 (archiviato il 5 novembre 2014).
7. ↑   Yes:perchè la band britannica si chiama così, su r3m.it.
8. ↑   Yes:non solo suoni, su webcache.googleusercontent.com.
9. ↑   Alt.music.yes FAQ - People associated with the band, su bondegezou.co.uk. URL consultato il 1º agosto 2013 (archiviato il 7 settembre 2012).
10. 1 2  Welch, p. 50.
11. ↑   08/03/1968 Mersea, United Kingdom, su forgotten-yesterdays.com. URL consultato il 15 settembre 2023.
12. ↑  Welch, p. 53.
13. ↑   Yes:50 candeline per i visionari del rock, su lastampa.it.
14. ↑  (EN) "Omnibus" Cream's Farewell Concert, su IMDB. URL consultato il 12 dicembre 2009 (archiviato il 20 febbraio 2011).
15. ↑  Welch, p. 12.
16. 1 2  Welch, p. 63.
17. ↑  Welch, p. 67.
18. ↑  Rizzi, p. 97.
19. 1 2 3  Welch, p. 86.
20. ↑  Welch, p. 79.
21. ↑  Welch, p. 83.
22. ↑  Welch, pp. 84-5.
23. ↑  Welch, p. 82.
24. ↑  Welch, p. 87.
25. ↑  Welch, p. 85.
26. ↑  Welch, p. 88.
27. ↑  Welch, p. 94.
28. ↑  Welch, p. 104.
29. ↑  Welch, p. 102.
30. ↑  Welch, p. 120.
31. 1 2 3  (EN) The Marquee Club - Yes - Biography, su themarqueeclub.net. URL consultato il 27 dicembre 2009 (archiviato dall'url originale il 25 febbraio 2015).
32. ↑  Welch, p. 123.
33. ↑   Biografia di Wakeman, su rickwakeman.it. URL consultato il 15 gennaio 2010 (archiviato dall'url originale il 26 agosto 2009).
34. ↑  Welch, p. 125.
35. ↑  (EN) Fragile Tour, su forgottenyesterdays.com. URL consultato il 5 gennaio 2010 (archiviato dall'url originale il 26 aprile 2009).
36. ↑  (EN) Close to the Edge Tour, su forgottenyesterdays.com. URL consultato il 5 gennaio 2010 (archiviato dall'url originale il 26 aprile 2009).
37. ↑  (EN) Biografia di Rick Wakeman, il 1970, su rwcc.com. URL consultato il 16 dicembre 2009 (archiviato dall'url originale il 25 dicembre 2017).
38. 1 2  Welch, p. 132.
39. ↑  Welch, p. 134.
40. ↑  Welch, pp. 160-62.
41. ↑  Rizzi, p. 98.
42. 1 2   Francesco Montanari, Recensione di "The Yes Album", su Storia della Musica. URL consultato il 18 dicembre 2009 (archiviato il 13 novembre 2012).
43. ↑  (EN) Yes Museum - Melody Maker Pop Poll 1973, su yesmuseum.org. URL consultato il 20 dicembre 2009 (archiviato dall'url originale il 7 gennaio 2008).
44. ↑  Welch, p. 157.
45. ↑  Welch, p. 156.
46. ↑  Welch, p. 154.
47. ↑  (EN) Wakeman to Go Solo, in Melody Maker, 13 ottobre 1973. URL consultato il 20 dicembre 2009 (archiviato dall'url originale il 9 novembre 2009).
48. ↑  Welch, p. 167.
49. ↑  Welch, p. 172.
50. ↑  Welch, p. 177.
51. ↑  Welch, pp. 177-78.
52. ↑  Welch, p. 194.
53. 1 2  Welch, p. 195.
54. 1 2  Welch, p. 197.
55. ↑  Welch, pp. 206-07.
56. 1 2  Welch, p. 210.
57. ↑  Welch, p. 211.
58. ↑  Welch, p. 209.
59. 1 2  (EN) L'album Drama, su relayer35.com. URL consultato il 27 dicembre 2009 (archiviato il 21 luglio 2010).
60. 1 2  Stefano Pogelli in Welch, p. 332.
61. 1 2  Welch, p. 220.
62. ↑  (EN) Eddie Jobson, Why I did not join Yes, su yesfans.com, yesfans.com (archiviato il 1º febbraio 2014).
63. ↑  Welch, pp. 220-21.
64. ↑  Welch, pp. 224-25.
65. ↑  Welch, p. 225.
66. ↑  (EN) L'album 90125, su relayer35.com. URL consultato il 28 dicembre 2009 (archiviato il 16 maggio 2010).
67. ↑  Welch, p. 224.
68. ↑  (EN) News - 27th Annual Grammy Awards Final Nominations, su books.google.it, Billboard. URL consultato il 24 ottobre 2014.
69. ↑  (EN) 90125 Tour, su forgottenyesterdays.com. URL consultato il 5 gennaio 2010 (archiviato dall'url originale il 26 aprile 2009).
70. ↑   Biografia di Steven Soderbergh, su film.it. URL consultato il 14 gennaio 2010 (archiviato il 10 novembre 2012).
71. ↑  Welch, p. 244.
72. ↑  Welch, pp. 245, 247.
73. 1 2  Welch, p. 249.
74. ↑   La storia degli Yes, su Tempus Fugit. URL consultato il 9 novembre 2014 (archiviato dall'url originale il 9 novembre 2014).
75. ↑  Welch, p. 247.
76. ↑  Welch, p. 231.
77. ↑  Welch, p. 250.
78. ↑   Gianluca Marchionne, Viaggio nella storia del Rock. Rick Wakeman [collegamento interrotto], su 79.58.219.206, Fondazione Italiani, 29 ottobre 2007. URL consultato il 7 novembre 2014.
79. ↑  (EN) Gary Hill, An Evening of Yes Music Plus, su allmusic.com, Allmusic. URL consultato il 31 ottobre 2014 (archiviato il 28 febbraio 2015).
80. ↑  (EN) William Ruhlmann, Anderson Bruford Wakeman Howe, su Allmusic. URL consultato il 30 dicembre 2009 (archiviato il 27 febbraio 2015).
81. ↑  (EN) Stuart Chambers, Yes: An Endless Dream of ‘70s, ‘80s and ‘90s Rock Music, su books.google.it, books.google. URL consultato il 7 novembre 2014 (archiviato il 7 novembre 2014).
82. ↑  Welch, p. 9.
83. ↑  (EN) Bruce Eder, L'album Union, su Allmusic. URL consultato il 1º gennaio 2010.
84. ↑  (EN) Barbara Jaeger, Previews, su yesmuseum.org, yesmuseum.org. URL consultato il 31 ottobre 2014 (archiviato dall'url originale il 14 marzo 2016).
85. 1 2  Welch, p. 256.
86. ↑  (EN) Union Tour, su forgottenyesterdays.com. URL consultato il 1º gennaio 2010 (archiviato dall'url originale il 26 aprile 2009).
87. ↑  (EN) Chris Welch, Close to the Edge:The Story of Yes, su books.google.it, books.google. URL consultato il 31 ottobre 2014 (archiviato il 31 ottobre 2014).
88. ↑  Welch, p. 262.
89. ↑  (EN) William Ruhlmann, L'album Talk, su Allmusic. URL consultato il 2 gennaio 2010.
90. ↑  Welch, p. 263.
91. 1 2 3 4  (EN) L'album Talk, su relayer35.com. URL consultato il 2 gennaio 2010 (archiviato l'8 giugno 2010).
92. ↑  Welch, pp. 263-64.
93. ↑  (EN) Tony Kaye Biography (MySpace), su myspace.com. URL consultato il 25 settembre 2014 (archiviato il 12 ottobre 2014).
94. ↑   Chris Welch, Close to the Edge: The Story of Yes, Omnibus Press, 2009.
95. ↑  (EN) Billy Sherwood, su altguitarbass.com, AltGuitarBass. URL consultato il 23 ottobre 2014 (archiviato dall'url originale il 23 ottobre 2014).
96. ↑  Welch, p. 265.
97. ↑  Welch, p. 268.
98. ↑  (EN) San Luis Obispo Shows, su forgottenyesterdays.com. URL consultato il 5 gennaio 2010 (archiviato dall'url originale il 26 aprile 2009).
99. 1 2  Welch, p. 269.
100. 1 2 3  Welch, p. 272.
101. 1 2  (EN) Gary Hill, L'album Open your Eyes, su Allmusic. URL consultato il 3 gennaio 2010 (archiviato il 27 maggio 2011).
102. ↑  (EN) L'album Open your Eyes, su relayer35.com. URL consultato il 3 gennaio 2010 (archiviato dall'url originale il 10 settembre 2012).
103. ↑  (EN) Open Your Eyes Tour, su forgottenyesterdays.com. URL consultato il 5 gennaio 2010 (archiviato dall'url originale il 26 aprile 2009).
104. ↑  Welch, p. 286.
105. ↑  Welch, p. 299.
106. ↑  (EN) Jason Ankeny, Artist Biography, su allmusic.com, Allmusic. URL consultato il 22 ottobre 2014 (archiviato il 17 luglio 2015).
107. ↑  Welch, p. 300.
108. ↑  Welch, p. 298.
109. ↑  Welch, p. 294.
110. ↑  Welch, pp. 302-03.
111. ↑  (EN) Yes - Real Masterworks, su Collectors Music Reviews. URL consultato il 5 gennaio 2010 (archiviato il 19 novembre 2014).
112. 1 2 3  Welch, p. 310.
113. ↑  Welch, p. 309.
114. ↑  (EN) Yes Keyboard Player Arrested For Sexual Assault, 27 luglio 2000. URL consultato il 30 ottobre 2014 (archiviato dall'url originale il 4 marzo 2016).
115. ↑  (EN) Rob Evans, Yes Keyboardist Arrested Following Washington, D.C. Show, in Live Daily, 27 luglio 2000. URL consultato il 30 ottobre 2014 (archiviato dall'url originale il 4 marzo 2016).
116. 1 2  Welch, p. 311.
117. ↑  (EN) Film Music Composer and Two-Time Emmy Winner Larry Groupé, su Northeastern University. URL consultato il 30 ottobre 2014 (archiviato il 30 ottobre 2014).
118. ↑  (EN) Lo Yes symphonic tour, su Forgotten Yesterdays. URL consultato il 5 gennaio 2010 (archiviato dall'url originale il 26 aprile 2009).
119. ↑  Welch, p. 312.
120. ↑  (EN) Yes - Symphonic Live, su progressiveworld.net. URL consultato il 16 gennaio 2010 (archiviato dall'url originale il 1º giugno 2009).
121. ↑  (EN) Symphonic Live, su Allmusic. URL consultato il 6 gennaio 2010 (archiviato il 6 gennaio 2011).
122. ↑  Welch, p. 317.
123. 1 2   Luca Benedetti, Gli Yes, quarant'anni di «prog», in Corriere della Sera, 2 novembre 2009. URL consultato l'11 dicembre 2009 (archiviato il 24 ottobre 2014).
124. ↑   (7707) Yes, su cbat.eps.harvard.edu. URL consultato il 24 ottobre 2014 (archiviato il 1º gennaio 2014).
125. ↑   Phoenix, su progarchives.com. URL consultato il 9 novembre 2014 (archiviato il 9 novembre 2014).
126. ↑   Massimo Agliardi, Gli Asia si riformano con la line up originale, su Teatro.it, 26 novembre 2007. URL consultato il 9 novembre 2014 (archiviato dall'url originale il 9 novembre 2014).
127. 1 2  (EN) Dave White, Yes Reunion Tour Canceled, in About.com, 5 giugno 2008. URL consultato il 5 gennaio 2010 (archiviato il 9 giugno 2008).
128. ↑  (EN) Yes to tour with replacement singer, su Hard Rock Hideout, 12 settembre 2008. URL consultato l'11 novembre 2014 (archiviato l'11 novembre 2014).
129. ↑  (EN) Paul Cashmere, Yes Recruit Another New Singer, su Noise 11, 8 febbraio 2012. URL consultato il 9 novembre 2014 (archiviato il 15 agosto 2014).
130. ↑   Nuovo disco degli Yes nel 2014, su yesworld.com, 2014. URL consultato il 14 maggio 2014 (archiviato il 14 maggio 2014).
131. ↑   Daniel Kreps, Chris Squire, Yes Bassist and Co-Founder, Dead at 67, su rollingstone.com, Rolling Stone, 28 giugno 2015. URL consultato il 28 giugno 2015 (archiviato il 29 giugno 2015).
132. ↑  (EN) Andy Greene, Yes' Steve Howe on Rock Hall Honor: 'I Don't Regret the Wait', su Rolling Stone, 20 dicembre 2016. URL consultato il 20 dicembre 2016 (archiviato il 21 dicembre 2016).
133. ↑   Copia archiviata, su rockol.it. URL consultato l'11 gennaio 2018 (archiviato il 12 gennaio 2018).
134. ↑   Alan White, morto a 72 anni lo storico batterista degli Yes: l'annuncio della band sui social, su ilmattino.it, 26 maggio 2022. URL consultato il 26 maggio 2022.
135. ↑   Chris Welch:Yes biography, su barnesandnoble.com.
136. ↑   Chris Welch:The Story of Yes, su books.google.it.
137. ↑   scaruffi.com,  https://www.scaruffi.com/vol2/yes.html.
138. 1 2 3  (EN) LyricsFreak - Yes, su lyricsfreak.com. URL consultato il 17 gennaio 2010 (archiviato dall'url originale il 10 luglio 2012).
139. ↑  Welch, pp. 325-26.
140. ↑   Giulia Mozzato, Progressive mania, su wuz.it, WUZ - il social dei libri. URL consultato il 5 novembre 2014 (archiviato l'11 dicembre 2014).
141. ↑  (EN) Il testo del brano Madrigal, su Sing365. URL consultato il 10 gennaio 2010 (archiviato il 5 febbraio 2010).
142. 1 2  Welch, p. 7.
143. ↑  Welch, p. 6.
144. ↑  Welch, pp. 13, 66.
145. ↑  (EN) Prog Archives - Symphonic Prog, su progarchives.com. URL consultato l'8 dicembre 2009 (archiviato il 16 marzo 2010).
146. ↑  Frith, Goodwin, p. 88.
147. ↑   A Comprehensive Guide To Yes Shows, su forgottenyesterdays.com. URL consultato il 10 novembre 2014 (archiviato dall'url originale il 1º maggio 2009).
148. ↑   Yes shows (2010), su forgotten-yesterdays.com. URL consultato il 10 novembre 2014 (archiviato dall'url originale il 15 novembre 2014).